# 盛本完

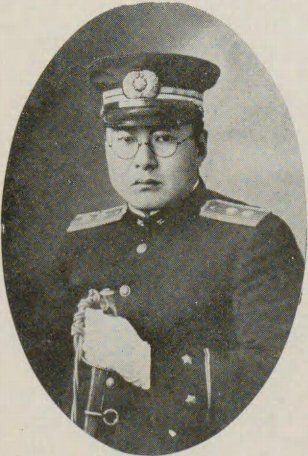
盛本完

盛本 完（もりもと かん / ゆたか、1902年（明治35年）4月5日 - 1955年（昭和30年）11月17日）は、日本の内務・警察官僚。最後の官選宮崎県知事。

## 経歴
広島県出身。盛本縫之助の養子となる。1924年11月、高等試験行政科試験に合格。1926年、中央大学法学部を卒業。1925年、内務省に入省し、警視庁警部補となる。
以後、警視庁衛生主事、同衛生部衛生課長、同警視、中野警察署長、早稲田警察署長、四谷警察署長、警視庁刑事部捜査第二課長、千葉県地方課長、同庶務課長兼人事課長、同知事官房主事、北海道庁事務官・経済部商業課長、神奈川県警察部特別高等課長、山梨県書記官・経済部長、富山県書記官・警察部長、三重県書記官・警察部長、山口県内務部長などを歴任。
1947年3月、宮崎県知事に発令され、知事選挙を執行して同年4月に退任した。